# Chủ tịch Đảng Dân chủ Tự do (Nhật Bản)
Chủ tịch Đảng Dân chủ Tự do (自由民主党総裁 (Tự do Dân chủ Đảng Tổng tài) Jiyū-Minshutō Sōsai) là thành viên cấp cao nhất trong đảng bảo thủ cầm quyền hiện tại của Nhật Bản, Đảng Dân chủ Tự do (LDP). Do sự thống trị của LDP trong nền chính trị Nhật Bản, tất cả các đời Chủ tịch Đảng ngoại trừ hai người (Kōno Yōhei và Tanigaki Sadakazu) cũng từng là Thủ tướng Nhật Bản. Chủ tịch Đảng hiện nay là Ishiba Shigeru, ông được bầu vào vị trí này vào ngày 27 tháng 9 năm 2024.

## Bầu cử
Để trở thành ứng cử viên Chủ tịch, một người phải là thành viên LDP của Quốc hội Nhật Bản (thường là Chúng Nghị viện) và phải nhận được ít nhất 20 đề cử từ các thành viên LDP khác của Quốc hội. LDP bầu ra người lãnh đạo của mình thông qua cuộc bầu cử hai vòng có sự tham gia của cả các thành viên LDP của Quốc hội và các thành viên đảng đóng hội phí từ khắp Nhật Bản. Ở vòng đầu tiên, tất cả các thành viên LDP của Quốc hội đều bỏ một phiếu trong khi số phiếu của các thành viên trong đảng được chuyển đổi theo tỷ lệ thành số phiếu bằng một nửa tổng số phiếu bầu còn lại. Nếu bất kỳ ứng cử viên nào giành được đa số (trên 50%) số phiếu bầu trong vòng đầu tiên, ứng cử viên đó sẽ được bầu làm Chủ tịch.
Nếu không có ứng cử viên nào nhận được đa số phiếu bầu trong vòng đầu tiên, vòng bầu cử thứ hai sẽ được tổ chức ngay lập tức giữa hai ứng cử viên có số phiếu bầu cao nhất. Trong vòng bầu cử thứ hai, tất cả các thành viên Quốc hội lại bỏ phiếu trong khi 47 chi hội cấp tỉnh của LDP nhận được một phiếu bầu, với kết quả của các phiếu bầu sau được xác định bằng cách sử dụng kết quả vòng đầu tiên của các thành viên đảng ở mỗi tỉnh. Ứng cử viên giành được nhiều phiếu bầu nhất trong vòng bầu cử thứ hai sau đó sẽ được bầu làm Chủ tịch.
Tổng thư ký Đảng có thể quyết định tổ chức bầu cử vòng hai theo quy định.

### Giới hạn nhiệm kỳ
Theo Điều 81 của Điều lệ Đảng, nhiệm kỳ của Chủ tịch là ba năm và không tái cử quá 4 lần. Các giới hạn nhiệm kỳ đã thay đổi qua nhiều năm kể từ khi thành lập LDP:
| Giai đoạn | Nhiệm kỳ | Giới hạn                                      |
| --------- | -------- | --------------------------------------------- |
| 1955–1972 | 2 năm    | Không giới hạn                                |
| 1972–1974 | 3 năm    | Không giới hạn                                |
| 1974–1978 | 3 năm    | Không tái cử quá 3 lần (3 nhiệm kỳ liên tiếp) |
| 1978–2003 | 2 năm    | Không tái cử quá 3 lần (3 nhiệm kỳ liên tiếp) |
| 2003–2017 | 3 năm    | Không tái cử quá 3 lần (3 nhiệm kỳ liên tiếp) |
| 2017–nay  | 3 năm    | Không tái cử quá 4 lần (4 nhiệm kỳ liên tiếp) |

## Quyền lực
Theo điều lệ của Đảng LDP, Chủ tịch "sẽ chịu trách nhiệm tối cao đối với Đảng, đại diện và giám sát Đảng". Chủ tịch bổ nhiệm Tổng thư ký, các thành viên của Ủy ban Tài chính và giám đốc của Đơn vị Nghiên cứu Chính sách Tiến bộ, tất cả đều được Đại Hội đồng chấp thuận. Chủ tịch cũng bổ nhiệm các chủ tịch của Trụ sở Tổ chức Đảng, Trụ sở Quan hệ Công chúng, Hội đồng Nghiên cứu Chính sách, Hội đồng Chiến lược Bầu cử và Ủy ban Nhân sự, cũng như giám đốc của Đơn vị Nghiên cứu Chính sách Tiến bộ, tất cả đều phải được sự chấp thuận của Đại Hội đồng. Chủ tịch có thể tùy ý bổ nhiệm một hó chủ tịch với sự chấp thuận của Đại hội Đảng.
Chủ tịch triệu tập và chủ trì công việc của Ủy ban LDP, bao gồm các thành viên cấp cao khác của LDP. Với sự đồng ý của Đại Hội đồng, Chủ tịch triệu tập Đại hội Đảng hằng năm. Chủ tịch là tổng giám đốc đương nhiên của Trụ sở Chiến lược Bầu cử của Đảng, có nhiệm vụ xây dựng các chiến lược bầu cử của LDP, và là hiệu trưởng của Học viện Chính trị Trung ương Đảng LDP.

## Danh sách Chủ tịch Đảng Dân chủ Tự do
Trừ Kōno Yōhei và Tanigaki Sadakazu,  hầu hết Chủ tịch Đảng Dân chủ Tự do (自由民主党総裁 (Tự do Dân chủ Đảng Tổng tài) Jiyū-Minshutō Sōsai) đều là Thủ tướng Nhật Bản.
| TT                                                      | TT   | Chủ tịch | Chủ tịch                            | Nhiệm kỳ             | Nhiệm kỳ             | Phe phái                    | Kết quả bầu cử |
| TT                                                      | TT   | Chủ tịch | Chủ tịch                            | Nhậm chức            | Rời chức             | Phe phái                    | Kết quả bầu cử |
| ------------------------------------------------------- | ---- | -------- | ----------------------------------- | -------------------- | -------------------- | --------------------------- | --- |
| Đảng tiền thân: Đảng Dân chủ (1954) & Đảng Tự do (1950) |      |          |                                     |                      |                      |                             | |
| Ủy ban lãnh đạo lâm thời                                |      |          |                                     |                      |                      |                             | |
| –                                                       | -    |          | Hatoyama Ichirō                     | 15 tháng 11 năm 1955 | 5 tháng 4 năm 1956   | Đảng Dân chủ (trước đây)    | Uỷ bản lãnh đạo lâm thời |
| –                                                       | -    |          | Miki Bukichi                        | 15 tháng 11 năm 1955 | 5 tháng 4 năm 1956   | Đảng Tự do (trước đây)      | Uỷ bản lãnh đạo lâm thời |
| –                                                       | -    |          | Ōno Banboku                         | 15 tháng 11 năm 1955 | 5 tháng 4 năm 1956   | Đảng Dân chủ (trước đây)    | Uỷ bản lãnh đạo lâm thời |
| –                                                       | -    |          | Ogata Taketora                      | 15 tháng 11 năm 1955 | 5 tháng 4 năm 1956   | Đảng Tự do (trước đây)      | Uỷ bản lãnh đạo lâm thời |
| Lãnh đạo                                                |      |          |                                     |                      |                      |                             | |
| 1                                                       | 1    |          | Hatoyama Ichirō                     | 5 tháng 4 năm 1956   | 14 tháng 12 năm 1956 | Phái Hatoyama               | Hatoyama Ichirō – 394 Kishi Nobusuke – 4 khác – 15 |
| 2                                                       | 2    |          | Ishibashi Tanzan                    | 14 tháng 12 năm 1956 | 21 tháng 3 năm 1957  | Phái Ishibashi              | Vòng 1 Kishi Nobusuke – 223 Ishibashi Tanzan – 151 Ishii Mitsujirō – 137Vòng 2 Ishibashi Tanzan – 258 Kishi Nobusuke – 251 |
| 3                                                       | 3    |          | Kishi Nobusuke                      | 21 tháng 3 năm 1957  | 14 tháng 7 năm 1960  | Phái Kishi                  | 1957 Kishi Nobusuke – 471 Matsumura Kenzō – 2 Kitamura Tokutarō – 1 Ishii Mitsujirō – 11959 Kishi Nobusuke – 320 Matsumura Kenzō – 166 khác – 5 |
| 4                                                       | 4    |          | Ikeda Hayato                        | 14 tháng 7 năm 1960  | 1 tháng 12 năm 1964  | Phái Ikeda                  | Vòng 1,1960 Ikeda Hayato – 246 Ishii Mitsujirō – 194 Fujiyama Aiichirō – 49 khác – 7Vòng 2, 1960 Ikeda Hayato – 302 Ishii Mitsujirō – 1941962 Ikeda Hayato – 391 Satō Eisaku – 17 khác – 20tháng 7 năm 1964 Ikeda Hayato – 242 Satō Eisaku – 160 Fujiyama Aiichirō – 72 Nadao Hirokichi – 1                                      |
| 5                                                       | 5    |          | Satō Eisaku                         | 1 tháng 12 năm 1964  | 5 tháng 7 năm 1972   | Phái Satō                   | tháng 11 năm 1964 Satō Eisaku– · Fujiyama Aiichirō – · Kōno Ichirō – 1966 Satō Eisaku – 289 · Fujiyama Aiichirō – 89 · Maeo Shigesaburō – 47 · Nadao Hirokichi – 11 · Noda Uichi – 9 · Khác – 51968 Satō Eisaku – 249 · Miki Takeo – 107 · Maeo Shigesaburō – 95 · Khác – 251970 Satō Eisaku – 353 · Miki Takeo – 111 · Khác – 3 |
| 6                                                       | 6    |          | Tanaka Kakuei                       | 5 tháng 7 năm 1972   | 4 tháng 12 năm 1974  | Phái Tanaka                 | Kakuei Tanaka – 282 Fukuda Takeo – 180 |
| 7                                                       | 7    |          | Miki Takeo                          | 4 tháng 12 năm 1974  | 23 tháng 12 năm 1976 | Phái Miki                   | 1974 Miki Takeo – · Fukuda Takeo – · Ōhira Masayoshi – · Nakasone Yasuhiro – |
| 8                                                       | 8    |          | Fukuda Takeo                        | 23 tháng 12 năm 1976 | 1 tháng 12 năm 1978  | Phái Fukuda                 | 1976 Fukuda Takeo – · Ōhira Masayoshi – |
| 9                                                       | 9    |          | Ōhira Masayoshi (Mất khi tại nhiệm) | 1 tháng 12 năm 1978  | 12 tháng 6 năm 1980  | Phái Ōhira                  | Vòng 1 Ōhira Masayoshi – 748 Fukuda Takeo – 638 Nakasone Yasuhiro – 93 Kōmoto Toshio – 46Vòng 2 Không phản đối |
| —                                                       | -    |          | Nishimura Eiichi (Quyền Chủ tịch)   | 12 tháng 6 năm 1980  | 15 tháng 7 năm 1980  |                             | Quyền |
| 10                                                      | 10   |          | Suzuki Zenkō                        | 15 tháng 7 năm 1980  | 25 tháng 11 năm 1982 | Phái Suzuki                 | Vòng 1 Suzuki Zenkō – · Miyazawa Kiichi – · Nakasone Yasuhiro – · Kōmoto Toshio – Vòng 2 Không phản đối |
| 11                                                      | 11   |          | Nakasone Yasuhiro                   | 25 tháng 11 năm 1982 | 31 tháng 10 năm 1987 | Phái Nakasone               | 1982 (vòng 1) Nakasone Yasuhiro – 57.6% (559,673) Kōmoto Toshio – 27.2% (265,078) Abe Shintarō – 8.2% (80,443) Nakagawa Ichirō – 6.8% (66,041)1982 (vòng 2) Không phản đối1984 Không có đối thủ1986 Gia hạn 1 năm |
| 12                                                      | 12   |          | Takeshita Noboru                    | 31 tháng 10 năm 1987 | 2 tháng 6 năm 1989   | Phái Takeshita              | 1987 Takeshita Noboru – · Abe Shintarō – · Miyazawa Kiichi – |
| 13                                                      | 13   |          | Uno Sōsuke                          | 2 tháng 6 năm 1989   | 8 tháng 8 năm 1989   | Phái Nakasone               | 1989 Uno Sōsuke – · Itō Masayoshi – |
| 14                                                      | 14   |          | Kaifu Toshiki                       | 8 tháng 8 năm 1989   | 30 tháng 10 năm 1991 | Phái Kōmoto                 | Vòng 1 Kaifu Toshiki – 279 Hayashi Yoshirō – 120 Ishihara Shintarō – 48Vòng 2 Không phản đối |
| 15                                                      | 15   |          | Miyazawa Kiichi                     | 30 tháng 10 năm 1991 | 29 tháng 7 năm 1993  | Phái Miyazawa               | Miyazawa Kiichi – 285 Wantanabe Michio – 120 Mitsuzuka Hiroshi – 87 |
| 16                                                      | 16   |          | Kōno Yōhei                          | 29 tháng 7 năm 1993  | 1 tháng 10 năm 1995  | Phái Miyazawa               | Vòng 1 Kōno Yōhei – 208 Wantanabe Michio – 159Vòng 2 Không phản đối |
| 17                                                      | 17   |          | Hashimoto Ryūtarō                   | 1 tháng 10 năm 1995  | 24 tháng 7 năm 1998  | Phái Obuchi                 | 1995 Hashimoto Ryutarō – 304 Koizumi Junichirō – 871997 Không có đối thủ |
| 18                                                      | 18   |          | Obuchi Keizō                        | 24 tháng 7 năm 1998  | 5 tháng 4 năm 2000   | Phái Obuchi                 | 1998 Obuchi Keizō – 225 Kajiyama Seiroku – 102 Koizumi Junichirō – 841999 Obuchi Keizō – 350 Katō Koichi – 113 Yamasaki Taku – 51 |
| 19                                                      | 19   |          | Mori Yoshirō                        | 5 tháng 4 năm 2000   | 24 tháng 4 năm 2001  | Phái Mori                   | 2000 Mori Yoshirō – · Aoki Mikio – · Murakami Masakuni – · Nonaka Hiromu – · Kamei Shizuka – |
| 20                                                      | 20   |          | Koizumi Junichirō                   | 24 tháng 4 năm 2001  | 20 tháng 9 năm 2006  | Phái Mori → Không phái      | 2001 (vòng 1) Koizumi Junichirō – 298 Hashimoto Ryutarō – 155 Asō Tarō – 312001 (vòng 2) Không phản đối2003 Koizumi Junichirō – 339 Kamei Shizuka – 139 Fujii Takao – 65 Kōmura Masahiko – 54 |
| 21                                                      | 21   |          | Abe Shinzō                          | 20 tháng 9 năm 2006  | 26 tháng 9 năm 2007  | Phái Machimura              | 2006 Abe Shinzo – 464 Asō Tarō – 136 Tanigaki Sadakazu – 102 |
| 22                                                      | 22   |          | Fukuda Yasuo                        | 26 tháng 9 năm 2007  | 22 tháng 9 năm 2008  | Phái Machimura              | 2007 Fukuda Yasuo – 330 Asō Tarō – 197 |
| 23                                                      | 23   |          | Asō Tarō                            | 22 tháng 9 năm 2008  | 16 tháng 9 năm 2009  | Phái Asō                    | 2008 Asō Tarō – 351 Yosano Kaoru – 66 Koike Yuriko – 46 Ishihara Nobuteru – 37 Ishiba Shigeru – 25 |
| 24                                                      | 24   |          | Tanigaki Sadakazu                   | 16 tháng 9 năm 2009  | 26 tháng 9 năm 2012  | Phái Koga                   | 2009 Tanigaki Sadakazu – 300 Kōno Tarō – 144 Nishimura Yasutoshi – 54 |
| 25                                                      | (21) |          | Abe Shinzō                          | 26 tháng 9 năm 2012  | 14 tháng 9 năm 2020  | Phái Machimura → Không phái | 2012 (vòng 1) Abe Shinzō – 464 Ishiba Shigeru – 199 Ishihara Nobuteru – 96 Machimura Nobutaka 34 Hayashi Yoshimasa – 272012 (vòng 2) Abe Shinzō – 108 Ishiba Shigeru – 892015 Bổ nhiệm trực tiếp2018 Abe Shinzō – 553 Ishiba Shigeru – 254                                                                                       |
| 26                                                      | 25   |          | Suga Yoshihide                      | 14 tháng 9 năm 2020  | 29 tháng 9 năm 2021  | Không phái                  | 2020 Suga Yoshihide – 377 Kishida Fumio – 89 Ishiba Shigeru – 68 |
| 27                                                      | 26   |          | Kishida Fumio                       | 29 tháng 9 năm 2021  | 27 tháng 9 năm 2024  | Phái Kishida                | 2021 (vòng 1) Kishida Fumio 256 Kōno Tarō 255 Takaichi Sanae 188 Noda Seiko 63 2021 (vòng 2) Kishida Fumio 257 Kōno Tarō 170 |
| 28                                                      | 27   |          | Ishiba Shigeru                      | 27 tháng 9 năm 2024  | Đương nhiệm          | Không phái                  | 2024 (vòng 1) Takaichi Sanae 181 Ishiba Shigeru 154 Koizumi Shinjirō 136 Hayashi Yoshimasa 65 Kobayashi Takayuki 60 Motegi Toshimitsu 47 Kamikawa Yōko 40 Kōno Tarō 30 Katō Katsunobu 22 2024 (vòng 2) Ishiba Shigeru 215 Takaichi Sanae 194                                                                                     |